# Cylia Ouikene
Cylia Ouikene, née le 7 septembre 2003, est une karatéka algérienne.

## Carrière
Cylia Ouikene évolue dans le club de la jeunesse sportive de Freha.
Cylia Ouikene remporte la médaille d'or en kumite individuel junior des moins de 48 kg aux championnats d'Afrique de karaté 2020 à Tanger. Elle obtient une médaille d’or individuelle et la médaille d'argent en kumite par équipe aux Championnats d'Afrique de karaté 2021.
Elle obtient la première médaille d'or pour l’Algerie en kumite individuel des moins de 50 kg lors des Jeux méditerranéens de 2022 à Oran.
Elle est médaillée d'argent en kumite individuel des moins de 50 kg aux Jeux de la solidarité islamique de 2021 à Konya ainsi qu'aux Championnats d'Afrique de karaté 2022 à Durban. Elle est aussi médaillée d'or en kumite par équipes lors des Championnats d'Afrique 2022.
Elle obtient la médaille d'or en kumite individuel des moins de 50 kg aux Jeux panarabes de 2023 à Alger.
Aux championnats d'Afrique 2023 à Casablanca, elle est médaillée de bronze en kumite individuel des moins de 50 kg ainsi que médaillée d'or en kumite par équipes.
En octobre 2023, elle est médaille d'argent aux Jeux mondiaux des sports de combat 2023.
En mars 2024, elle est médaillée d'argent en kumite individuel des moins de 50 kg aux Jeux africains à Accra.
Aux championnats d'Afrique 2025 à Abuja, elle est médaillée d'or en kumite individuel des moins de 50 kg.